# Ion Caramitru
Ion Horia Leonida Caramitru (Bucarest, 9 marzo 1942 – Bucarest, 5 settembre 2021) è stato un attore, regista teatrale e politico rumeno.
Fiero sostenitore della rivoluzione romena del 1989, fu ministro della cultura dal 1996 al 2000. Presidente dell'Unione teatrale romena dal 1990, nel 2005 divenne direttore del Teatro nazionale di Bucarest.

## Biografia

### Formazione e carriera artistica

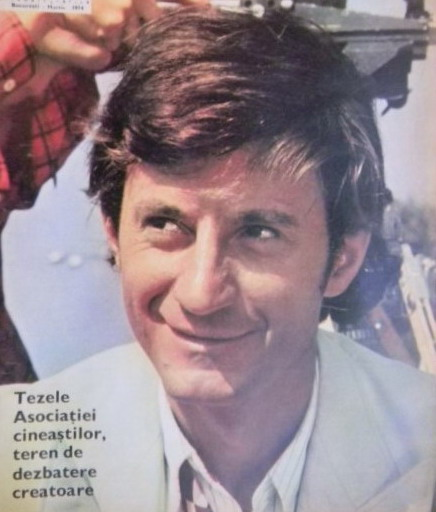
Ion Caramitru sulla copertina della rivista Cinema Magazine del marzo 1974

Nacque a Bucarest da una famiglia di arumeni. Il padre era originario di Coriza, mentre la madre del villaggio di Gramatica, nei dintorni di Salonicco. Il padre commerciava in tessuti e durante la dittatura fu più volte sottoposto ad arresto con l'accusa di nascondere beni di valore al regime comunista. Dopo aver frequentato il Liceo Mihai Eminescu nel 1964 Ion Caramitru si laureò presso l'Università nazionale d'arte teatrale e cinematografica Ion Luca Caragiale della capitale e debuttò sulle scene lo stesso anno al Teatro Nazionale di Bucarest nell'Eminescu di Mircea Ștefănescu. Nel 1965 ebbe un ruolo minore in Amleto in scena al Teatro Bulandra. Negli anni continuò l'attività nella compagnia del Bulandra mentre lavorò anche per altre produzioni per il Teatro nazionale di Bucarest.
Caramitru fu protagonista in una serie di spettacoli teatrali sotto la direzione di registi come Liviu Ciulei, Moni Ghelerter, Andrei Șerban, Liviu Purcărete, Sandra Manu, Cătălina Buzoianu, Alexandru Tocilescu e Sică Alexandrescu, recitando in opere come La stella senza nome di Mihail Sebastian, La morte di Danton di Georg Büchner, l'Orestea di Eschilo, Un tram che si chiama desiderio di Tennessee Williams, Il bugiardo di Carlo Goldoni e in molti drammi e tragedie di Shakespeare.
Come regista di teatro, opera e operetta mise in scena i lavori di Frederick Loewe My Fair Lady, Marin Sorescu Il terzo palo, Benjamin Britten Il piccolo spazzacamino, Aleksei Arbuzov La bugia e Shakespeare Il mercante di Venezia. I suoi adattamenti di La tragédie de Carmen di Peter Brook e Eugenio Oneghin di Pëtr Il'ič Čajkovskij furono ospitati dalla Grand Opera House di Belfast. Tra il 2001 e il 2004 fu regista di diverse tragedie shakesperiane presentate in Giappone.
Caramitru apparve in oltre 30 film, facendo il suo debutto in La foresta degli impiccati di Liviu Ciulei (1965). Tra i suoi ruoli più conosciuti vi furono quelli di Vive in Diminețile unui băiat cuminte (1967), Gheorghidiu in Între oglinzi paralele (1978), Ștefan Luchian in Luchian (1981), che gli valse il premio speciale della giuria al festival nazionale del cinema del 1984, e Socrate nell'acclamato Liceenii di Nicolae Corjos (1986). Successivamente al suo ingresso in politica ebbe ruoli minori principalmente in film stranieri. Rivestì la parte di un anarchico in Delitti e segreti (1991), di Tatevsky in Cittadino X (1995), di Zozimov in Mission: Impossible (1996), del conte Fontana in Amen. (2002) e di un immigrato dell'est Europa in Irlanda in Adam & Paul (2004).

### Carriera politica

#### Rivoluzione del 1989
Pur essendo uno dei più celebri attori romeni della sua epoca, nel 1989 sostenne apertamente la rivolta e partecipò attivamente alla rivoluzione romena contro il dittatore Nicolae Ceaușescu e fu lui, insieme all'amico e poeta Mircea Dinescu, ad annunciare alla popolazione la caduta del regime dalla sede della TV di stato occupata dalla folla il 22 dicembre. Nella stessa giornata fu indicato come membro del nuovo organo provvisorio di potere, il Consiglio del Fronte di Salvezza Nazionale (CFSN) presieduto dal dissidente comunista Ion Iliescu. Il 27 dicembre Caramitru fu nominato membro dell'ufficio esecutivo del CFSN ed incaricato della gestione della commissione cultura.
Nel gennaio 1990 il CFSN decise di trasformarsi in partito politico (il Fronte di Salvezza Nazionale, FSN) per concorrere alle prime libere elezioni in programma nel maggio dello stesso anno. La scelta fece gridare allo scandalo diversi membri della dirigenza, che accusarono i promotori della mozione di voler monopolizzare la politica nazionale e ricostituire il defunto Partito Comunista Rumeno. Il 23 gennaio, quindi, lasciarono il consiglio Ion Caramitru, Doina Cornea, Ana Blandiana, Octavian Paler, Mircea Dinescu e Dumitru Mazilu. Il 10 febbraio 1990 venne emanato il decreto legge per la ridefinizione del CFSN in Consiglio provvisorio di unione nazionale (CPUN), piattaforma che ricalcava l'organizzazione del CFSN, ma che includeva anche i rappresentanti degli altri partiti. L'obiettivo principale era traghettare il paese fino a nuove elezioni, varando altresì la relativa legge elettorale. Iliescu mantenne la presidenza, mentre la vicepresidenza venne assegnata ai rappresentanti delle altre forze politiche. Caramitru, già membro della piattaforma liberale Alleanza Civica, si iscrisse al Partito Nazionale Contadino Cristiano Democratico (PNȚCD) di Corneliu Coposu ed ottenne la vicepresidenza del CPUN al fianco di Cazimir Ionescu (FSN), Károly Király (UDMR), Radu Câmpeanu (PNL) e Ion Mânzatu (PR). Il CPUN si sciolse dopo le elezioni, che furono vinte con una maggioranza bulgara dal FSN. Caramitru cercò la candidatura nella sezione di Bucarest, ma non riuscì ad ottenere l'elezione.

#### Ministro della cultura
Il 19 febbraio 1990, alla costituzione dell'Unione teatrale romena (Uniunea Teatrală Română, UNITER), fu indicato presidente dell'istituzione e riconfermato in tutti i successivi mandati fino agli anni 2010. Tra il 1990 e il 1993 fu anche direttore del Teatro Bulandra di Bucarest.
Alle elezioni del 1996 il partito di Iliescu fu sconfitto da una coalizione di centro-destra (Convenzione Democratica Romena) in cui il PNȚCD rappresentava il gruppo principale. Caramitru fu indicato come ministro della cultura in tutti e tre i governi che si susseguirono fino al 2000. Contestualmente riprese anche l'attività di docente presso l'Università nazionale d'arte teatrale di Bucarest (1997-2001), dove aveva già insegnato dal 1976 al 1981. La scarsa incisività dell'azione di governo, tuttavia, portò alla disfatta del PNȚCD alle elezioni del 2000 e alla sua marginalizzazione nella vita politica romena.

#### Anni duemila
Profondamente convinto dei valori liberali e cristiano-democratici della rivoluzione del 1989, insieme a Radu Filipescu e altri militanti, nel 2003 fondò l'Associazione dei rivoluzionari senza privilegi (Asociația Revoluționarilor fără Privilegii), che proponeva il sostegno a quegli ideali e credeva che i "certificati di rivoluzionario" rilasciati dal governo, che garantivano una serie di privilegi, erano diventati un nuovo strumento di corruzione politica piuttosto che un riconoscimento a chi aveva combattuto per la libertà.
Fu, inoltre, presidente e fondatore della Società di cultura macedone-romena (Societatea de Cultură Macedo-Română), che si batteva per la difesa dei diritti della comunità arumena nel paese, ma era distante dalla visione più estremista che vedeva gli arumeni come una nazionalità distinta dall'identità etnica rumena. A tal riguardo Caramitru prese posizione contro la Comunità arumena di Romania (Comunitatea Aromână din România), che sosteneva che gli arumeni non erano rumeni.
Nel maggio 2005 Caramitru fu nominato a capo del Teatro Nazionale di Bucarest, vincendo la concorrenza di Romeo Pop, Eugen Cristea, Alexa Visarion, Mariana Ciorcilă e Oana Sandu, succedendo a Dinu Săraru. In tale veste nel 2014 inaugurò il nuovo edificio del teatro, ristrutturato a partire dal 2010, che sostituì la vecchia costruzione di epoca comunista.
A livello politico, nel febbraio 2005 il PNȚCD cambiò il proprio nome in Partito Popolare Cristiano Democratico (PPCD) dopo la fusione con l'Unione per la Ricostruzione della Romania (URR). Tale scelta fu duramente criticata da Caramitru, che riteneva in pericolo la tradizione politica anticomunista del PNȚCD, specialmente dopo l'annuncio della possibilità di ammettere nel partito l'ex direttore del Serviciul de Informații Externe e membro del PSD Ioan Talpeș, tanto da chiedere, nel febbraio 2006, al leader della formazione Gheorghe Ciuhandu la revoca delle sue funzioni di vicepresidente. Nonostante ciò, nel settembre 2006 il partito tornò alla vecchia denominazione di PNȚCD e Caramitru fu riconfermato vicepresidente anche nei successivi congressi del 2008 e del 2009.
Nel 2006, nel corso di una visita a Chișinău in qualità di presidente dell'UNITER, rilasciò un'intervista in cui auspicava la fine del periodo di governo del Partito dei Comunisti della Repubblica di Moldavia e la riunificazione della Moldavia con la Romania. Tali osservazioni portarono ad un conflitto diplomatico che spinse le autorità moldave a dichiarare Caramitru "persona non gradita" nel paese.
Su indicazione del presidente della Romania, Klaus Iohannis, nel 2018 entrò a far parte del Collegio nazionale dell'Istituto della rivoluzione romena del dicembre 1989 (IRRD). Il suo mandato decadde l'anno successivo per via di una situazione d'incompatibilità, poiché non disponeva di un "certificato di rivoluzionario".

## Vita privata
Nel 1976 sposò l'attrice Micaela Caracaș con cui ebbe tre figli: Andrei, Matei e Ștefan.

## Premi

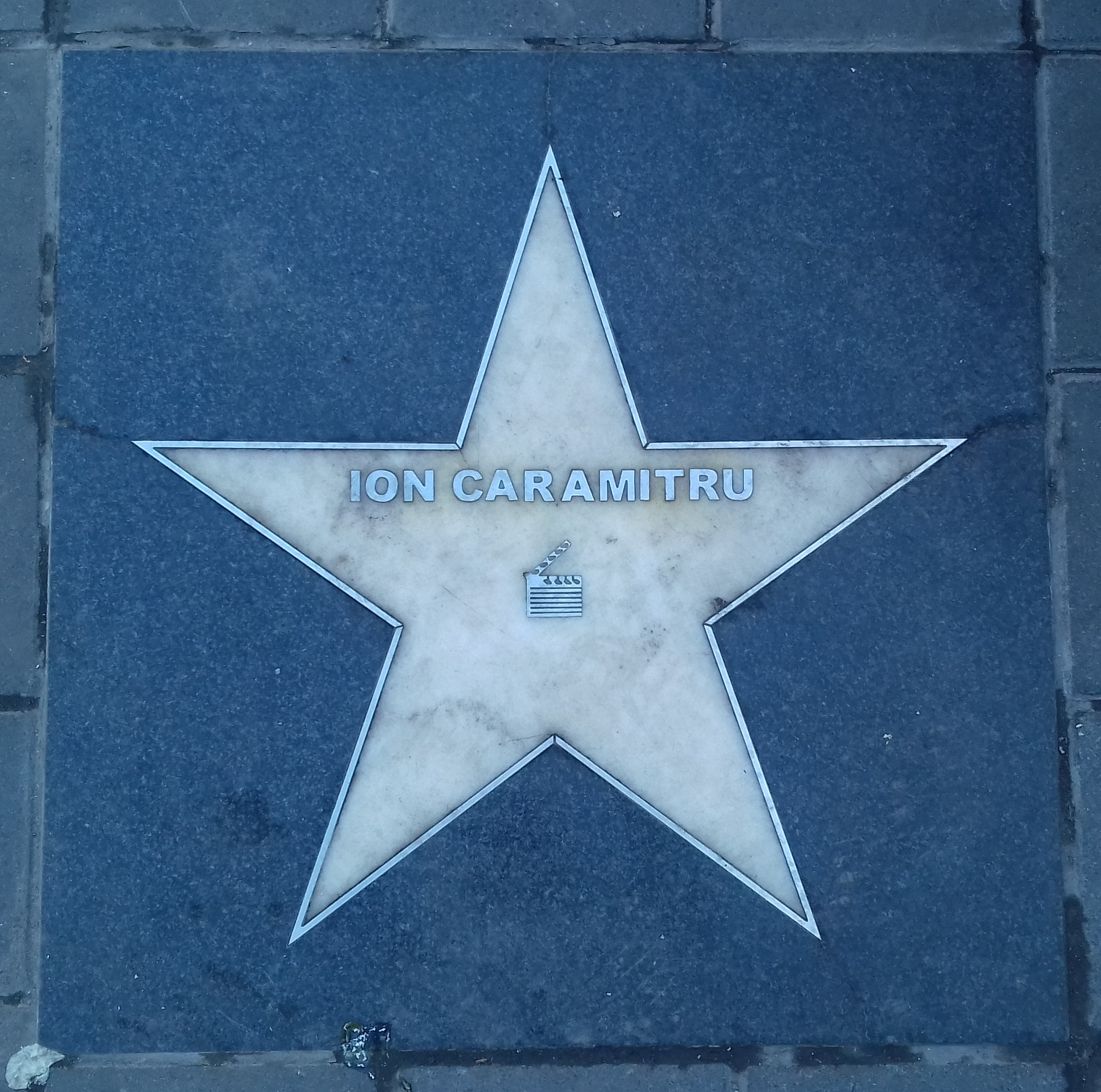
Stella dedicata a Ion Caramitru nella Walk of Fame di Piața Timpului a Bucarest.

Già premiato per le sue performance teatrali, a livello cinematografico ricevette il primo riconoscimento per l'interpretazione da parte della rivista Cinema nel 1976. Nel 1980 gli fu assegnato il premio dell'associazione romena dei cineasti, mentre nel 1984 ottenne il premio speciale della giuria al festival nazionale del cinema di Costinești per il ruolo di protagonista in Luchian.
Dopo la rivoluzione, nel 1995 fu decorato dalla regina Elisabetta II dell'Ordine dell'Impero Britannico con il grado di ufficiale per la sua attività culturale romeno-britannica e nel 1997 con quello di cavaliere dell'Ordre des arts et des lettres da parte del Ministero della cultura francese. Nel 2000 ricevette dal presidente della repubblica romena Emil Constantinescu il titolo di cavaliere di gran croce dell'Ordine nazionale al merito e nel 2012 gli fu riconosciuto dalla casa reale romena il titolo di Nihil Sine Deo.
Tra gli altri riconoscimenti fu cittadino onorario di Ploiești e Bucarest e dottore honoris causa presso l'Università d'arte George Enescu di Iași (2008). Nel 2012 gli fu assegnata una stella nella Walk of fame di Bucarest in segno di apprezzamento per la sua attività nello sviluppo della vita culturale e artistica romena. Nel 2016 nel corso del festival internazionale di teatro di Prespa gli fu assegnato il premio alla carriera.
Nel 2017 fu insignito dell'Ordine della Stella di Romania dal presidente Klaus Iohannis e dell'Ordine del Sol Levante dall'ambasciatore giapponese a Bucarest come ringraziamento per la promozione della cultura nipponica.

## Filmografia
- La foresta degli impiccati, regia di Liviu Ciulei (1964)
- Comoara din Vadul Vechi, regia di Victor Iliu (1964)
- Diminețile unui băiat cuminte, regia di Andrei Blaier (1966)
- Baladă pentru Măriuca, regia di Constantin Neagu e Titel Constantinescu (1969)
- Printre colinele verzi, regia di Nicolae Breban (1971)
- Despre o anume fericire, regia di Mihai Constantinescu (1973)
- Porțile albastre ale orașului, regia di Mircea Mureșan (1974)
- Stejar – extremă urgență, regia di Dinu Cocea (1974)
- Trei zile și trei nopți, regia di Dinu Tănase (1976)
- Oaspeți de seară, regia di Gheorghe Turcu (1976)
- Instanța amână pronunțarea, regia di Dinu Cocea (1976)
- Oltre il ponte, regia di Mircea Veroiu (1975)
- Casa de la miezul nopții, regia di Gheorghe Vitanidis (1976)
- Marele singuratic, regia di Iulian Mihu (1977)
- Împușcături sub clar de lună, regia di Mircea Mureșan (1977)
- Iarba verde de acasă, regia di Stere Gulea (1977)
- Înainte de tăcere, regia di Alexa Visarion (1978)
- Între oglinzi paralele, regia di Mircea Veroiu (1978)
- Ecaterina Teodoroiu, regia di Dinu Cocea (1978)
- Regia: Liviu Ciulei, regia di Costel Safirman (1979)
- Bietul Ioanide, regia di Dan Pița (1979)
- Am fost șaisprezece, regia di George Cornea (1980)
- Punga cu libelule, regia di Manole Marcus (1980)
- Rug și flacără, regia di Adrian Petringenaru (1980)
- Ancheta, regia di Constantin Vaeni (1980)
- Castelul din Carpați, regia di Stere Gulea (1981)
- Iată femeia pe care o iubesc, regia di Cornel Todea (1981)
- Ștefan Luchian, regia di Nicolae Mărgineanu (1981)
- Lumini și umbre: Partea I, regia di Andrei Blaier, Mihai Constantinescu e Mircea Mureșan (1981)
- Lumini și umbre: Partea II, regia di Andrei Blaier, Mihai Constantinescu e Mircea Mureșan (1982)
- Ca-n filme, regia di Manole Marcus (1983)
- Declarație de dragoste, regia di Nicolae Corjos (1985)
- Promisiuni, regia di Elisabeta Bostan (1985)
- Întunecare, regia di Alexandru Tatos (1986)
- Liceenii, regia di Nicolae Corjos (1986)
- A doua variantă, regia di Ovidiu Ionescu (1987)
- Extemporal la dirigenție, regia di Nicolae Corjos (1988)
- Jute City, regia di Stuart Orme (1991)
- Delitti e segreti, regia di Steven Soderbergh (1991)
- A Question of Guilt, regia di Stuart Orme (1993)
- An Exchange of Fire, regia di Tony Bicât (1993)
- Morti oscure, regia di Nicolas Roeg (1995)
- Cittadino X, regia di Chris Gerolmo (1995)
- Mission: Impossible, regia di Brian De Palma (1996)
- Deep Secrets, regia di Diarmuid Lawrence (1996)
- Amen., regia di Costa-Gavras (2002)
- Adam & Paul, regia di Lenny Abrahamson (2004)
- Two Point Five Billion, regia di Jamie Hannigan (2008)
- Charlie Countryman deve morire, regia di Fredrik Bond (2013)
- O poveste de dragoste, Lindenfeld, regia di Radu Gabrea (2013)
- Moromeții 2, regia di Stere Gulea (2018)
- Cufarul, regia di Cristian Radu Nema e Mimis Ravanis (2019)
- The Pitești experiment, regia di Victoria Baltag (2020)

## Teatro

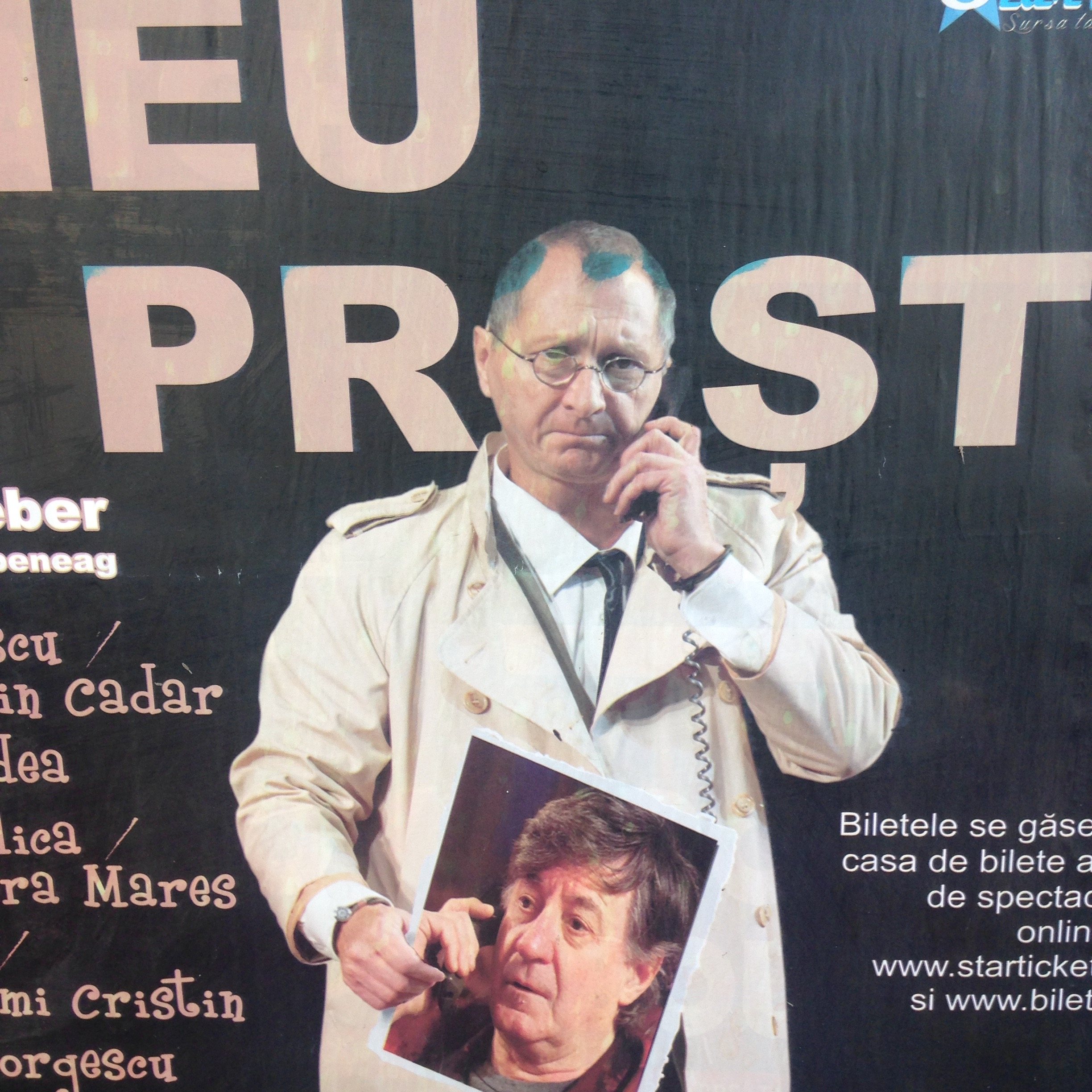
Dettaglio della locandina del 2018 di La cena dei cretini (Dineu cu proști), rappresentazione teatrale basata sull'opera di Francis Veber, diretta e interpretata da Ion Caramitru per il Teatro nazionale di Bucarest.

### Attore
- Amleto, regia di Costache Antoniu (1963)
- Steaua fără nume, regia di Costache Antoniu (1964)
- Eminescu, regia di Sică Alexandrescu (1964)
- Lorenzaccio, regia di Moni Ghelerter (1964)
- Vicarul, regia di Sică Alexandrescu (1965)
- Un tram che si chiama Desiderio, regia di Liviu Ciulei (1965)
- La morte di Danton, regia di Liviu Ciulei (1966)
- Procesul Horia, regia di Liviu Ciulei (1967)
- Romeo e Giulietta, regia di Val Mugur (1967)
- Giulio Cesare, regia di Andrei Șerban (1968)
- Macbeth, regia di Liviu Ciulei (1968)
- Photo finish, regia di Petre Sava Băleanu (1969)
- Leonce e Lena, regia di Liviu Ciulei (1970)
- Il bugiardo, regia di Sanda Manu (1971)
- Il Vicario, regia di Radu Penciulescu (1972)
- La dodicesima notte (1973)
- Elisabeta I, regia di Liviu Ciulei (1974)
- Azilul de noapte, regia di Liviu Ciulei (1975)
- Răceala, regia di Dan Micu (1977)
- La tempesta, regia di Liviu Ciulei (1978)
- Pericle, principe di Tiro, regia di Dinu Cernescu (1981)
- Amleto, regia di Alexandru Tocilescu (1985)
- I giganti della montagna, regia Cătălina Buzoianu (1987)
- Il teatro comico, regia di Silviu Purcărete (1992)
- Antigone, regia di Alexandru Tocilescu (1993)
- Sorry, regia di Yuri Kordonsky (2003)
- Sei personaggi in cerca d'autore, regia di Liviu Ciulei (2005)
- Dialoguri și fantezii în jazz (2006)
- Edoardo III, regia di Alexandru Tocilescu (2008)
- Macbeth, di regia Radu Penciulescu (2011)
- La cena dei cretini, regia di Ion Caramitru (2012)
- Dor de Eminescu (2012)
- La tempesta, regia di Alexander Morfov (2014)
- UFO, regia di Bobi Pricop (2017)
- Il mercante di Venezia, regia di Alexander Morfov (2019)

### Regista
- Amintiri (1982)
- Neînsemnații (1984)
- A treia țeapă (1988)
- Forma mesei (1991)
- Acasă (1992)
- Il mercante di Venezia (2001)
- Macbeth (2002)
- Otello (2004)
- La tragedia di Carmen (2007, 2010)
- Șapte dintr-o lovitură (2008)
- Eugenio Onegin (2009)
- Erano tutti miei figli (2009)
- Cetățeni de onoare ai poeziei (2011)
- La cena dei cretini (2012)
- Dumnezeu se îmbracă de la second-hand (2014)
- Anonimo veneziano (2014)
- Rumors (2014)
- Magic Național (2015)
- Lavoretto per vecchi clown (2016)
- Două pe față, două pe dos (2018)
- Noii infractori (2019)